# Ramón Nocedal y Romea
Ramón Nocedal y Romea (Madrid, 1842 - 1907) fou un escriptor, periodista i polític espanyol d'ideologia integrista.
Fill del dirigent carlí Cándido Nocedal, va ser diputat des de jove. D'ideologia integrista i ultra catòlica, va protagonitzar el 1888 una escissió integrista de la Comunió Catòlico-Monàrquica, el partit carlí, creant el Partit Catòlic Nacional.
Les seves obres periodístiques, oratòries i polítiques foren reunides en els nou volums de les Obras completas (publicades entre 1907 i 1927).